# Домбский, Станислав (1724—1802)
Станислав Домбский из Любранца (1724 — 31 июля 1802, Вильковице) — государственный деятель Речи Посполитой, староста дыбовский и иновроцлавский, подкоморий бжесць-куявский.

## Биография
Представитель польского дворянского рода Домбских герба «Годземба». Сын хорунжего иновроцлавского Томаса Домбского (1690—1748) и Марианны Колчинской. Брат — каштелян буский Юзеф Домбкий (ум. 1793).
Образование получил в иезуитской школе в Познани, основанной епископом Станиславом Казимиром Домбским. Первоначально чашник бжесць-куявский (1756), затем регент гродский иновроцлавский (1758), подсудок (1759), депутат трибунальский (1762, 1768), хорунжий крушвицкий и иновроцлавский (1770). В 1765 году он был назначен подчашим быдгощским.
В качестве депутата Разделительного сейма (1773—1775) Станислав Домбский не играл существенной роли, хотя был выбран в 22 парламентские комиссии. В течение 50 лет он занимал должность старосты дыбовского и иновроцлавского. В 1772 году он был назначен подстаростой иновроцлавским, а через 15 лет, в 1787 году, стал подкоморием бжесцьским.
Станислав Домбский начинал военную службу в чине поручика. В его собственности находилось королевское имение Обалки. В 1775, 1777 и 1778 годах он избирался маршалком сеймиков. В 1780 и 1784 годах дважды избирался депутатом на сеймы. Его карьера закончилась избранием послом (депутатом) на Четырёхлетний сейм (1788—1792).
Скончался в своём имении Вильковице, был похоронен в костёле в Любранце.
В 1786 году Станислав Домбский был награжден Орденом Святого Станислава.

## Семья
Станислав Домбский женился на Терезе Мадалинской, дочери писаря гродского ковальского Лукаша Мадалинского. От этого брака родились два сына и две дочери:
- Юзеф Валентин
- Винцент
- Марианна, жена Валентина Валишевского
- Маргарита, жена Мышковского.